# ハンバー・ホーク
ホーク（Hawk）は、イギリスのルーツ・グループのハンバーで製造されていた大型の直列4気筒エンジンを搭載するサルーンである。

## ホーク Mk I と Mk II
ホークは第二次世界大戦後に発売された最初のハンバー車であったが、全く新規のモデルではなく多くの部分を戦前のヒルマン 14を基にしていた。1930年代初期にヒルマン 12に搭載された頃まで遡ることができる1,944ccのサイドバルブ 直列4気筒エンジンでフロアシフトの4速 マニュアルトランスミッション（MT）を介して固定車軸式の後輪を駆動した。
サンルーフが標準の4ドアに6ライト（片側3枚の窓）のボディは、独立したフレーム上に取り付けられていた。サスペンションは前輪が横置き板バネを用いた独立懸架、後輪が板バネに吊られた固定車軸であった。
1947年9月からのMk IIは極目立たないフェイスリフトが施されたが、最も大きな変更点はコラムシフトになったことであった。
最高速度は約65mph（約105km/h）に達した。

## ホーク Mk III から Mk V
ホーク Mk IIIは1948年10月のロンドンモーターショーで初披露された全くの新型車であったが、前モデルのエンジンとトランスミッションを引き継いでいた。新しくなったボディはローウィ・スタジオの作で、前モデルで独立式だったヘッドライトとフェンダーは消え去っていた。シャーシは一新され、サスペンションは前輪がコイルスプリングを用いた独立懸架、後輪はハイポイドギアを使用した新設計のものに変更されていた。ボディ色はツートーンやメタリック塗装を含む幅広い色を注文することができた。このメタリック塗装はホークの末期の1967年末/1968年初めまで全てのホークで提供された。
1950年に以前と同様のアルミニウム製シリンダーヘッドを持つ2,267ccエンジンを搭載したMk IVが登場した。この車は15インチ径のホイールを履いていた。
2,267ccのMk IVは1951年にイギリスの自動車雑誌『モーター』誌（The Motor）によりテストされ、最高速度71.4mph（約114.9km/h）、0–60mph（約97km/h）を30秒、24.2マイル/英ガロン (11.7L/100km; 20.2マイル/米ガロン)の燃料消費率を記録した。テストされた車は税込みで£850であった。
1952年のMk Vは機械機構には変更点はなかったが顔周りに新たな化粧が施され、「ラグジュリー・ツーリング・リムジン」（luxury touring limousine ）というモデルが追加された。低められたボンネットとオーバーライダー付きの側面まで回りこんだバンパーによりMk IVと識別することができた。

## ホーク Mk VIとVIA
Mk VIの主な変更点はエンジンのシリンダーヘッドがOHV化されたことであった。ボディ後部に若干変更が加えられたことで全長が長くなっていた。1955年にはフォールドダウン式テールゲートを持つエステート版が追加された。
1956年4月に主に内装に変更が加えられたマイナーチェンジ版のMk VIAが登場し、モデルにデラックス（de-luxe ）が追加された。
オーバードライブ付きのMk VI エステートが1956年にイギリスの自動車雑誌『モーター』誌によりテストされ、最高速度79.7mph（約128.3km/h）、0–60mph（約97km/h）を25.2秒、22.8マイル/英ガロン （12.4L/100km; 19.0マイル/米ガロン）の燃料消費率を記録した。テストされた車は税込みで£1,405であった。

## ホーク シリーズ IからIVA
1957年のホークは、1958年のハンバー・スーパー・スナイプと共用することになる完全に新規のモノコック構造ボディとなった。これは当時のイギリス国内で製造されたサルーン/エステートの中では最大サイズのボディであった。ディストリビューターの取り付け方とその他細々した部分に改良が加えられた2,267ccエンジンは前モデルから継承したもので、ボルグワーナー製D.G.型オートマチックトランスミッション（AT）を選択できるようにもなった。ルーツ・グループ内のデザイン・スタジオの作であるスタイリングは、前モデルよりも広いガラス面積を持ち、側面まで回り込んだラップアラウンド・フロントスクリーンは1955年モデルのシボレーを思い起こさせるものであった。エステート版は下側が下方に開き（長尺物を積載する場合に荷室長を延ばすために）、上側が上方に開く上下2分割式のテールゲートを備えていた。燃料給油口の蓋は右側テールライトの裏側に隠されていた。
モデルライフ期間中に幾度かの改良が加えられ、新しいシリーズ名が与えられた。
1959年のシリーズ1Aはギア比が変更され、内装も多少変えられた。
1960年10月に発売されたシリーズIIは前輪側が倍力装置付きディスクブレーキとなったが、国内市場ではATのオプションが外された。
1962年9月のシリーズIIIは燃料タンクが大型化され、後部窓も拡大された。輸出用モデルからもATオプションが外された。
更に顕著な変更が加えられたのは1964年10月に登場したシリーズIVであった。屋根は平坦になり、後部窓が小さくなり後ドアの後ろに側窓が追加された。変速機の1段目にシンクロメッシュ機構が付けられ、後輪サスペンションにはアンチロールバーが追加された。

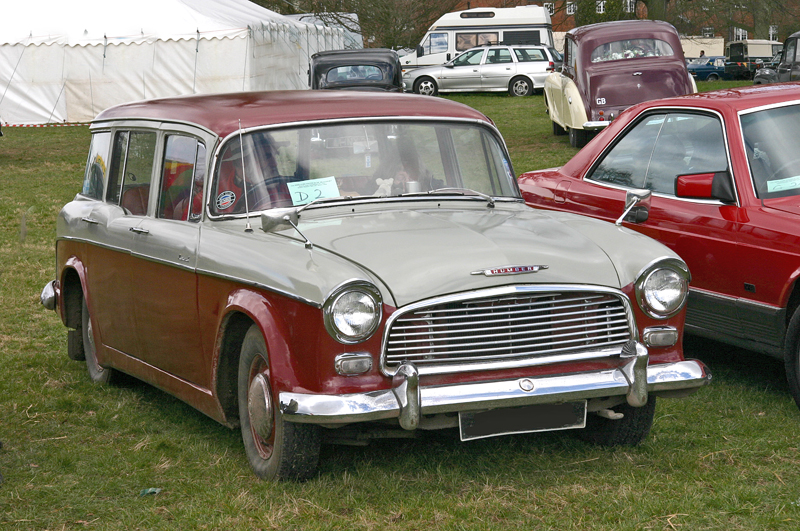
ホーク シリーズ I エステート
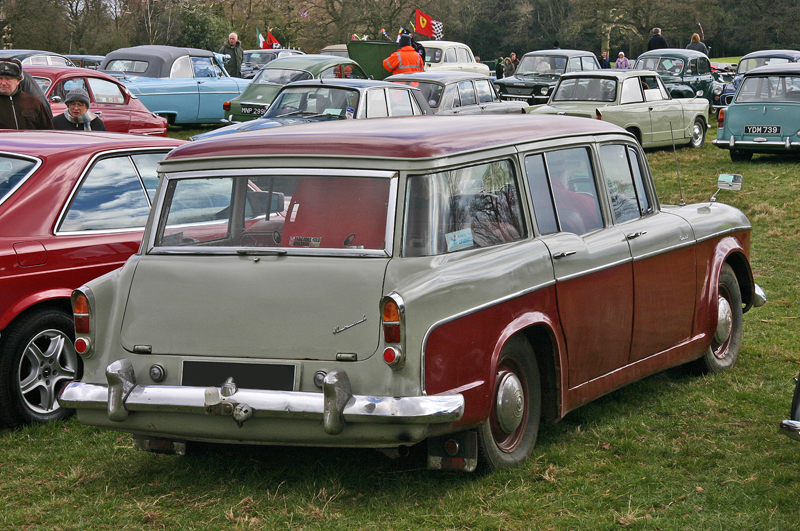
ホーク シリーズ I エステート
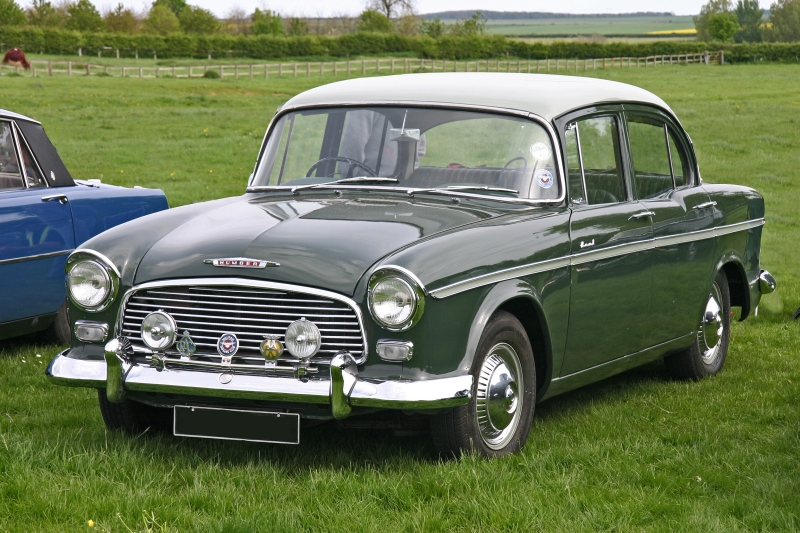
ホーク シリーズ II
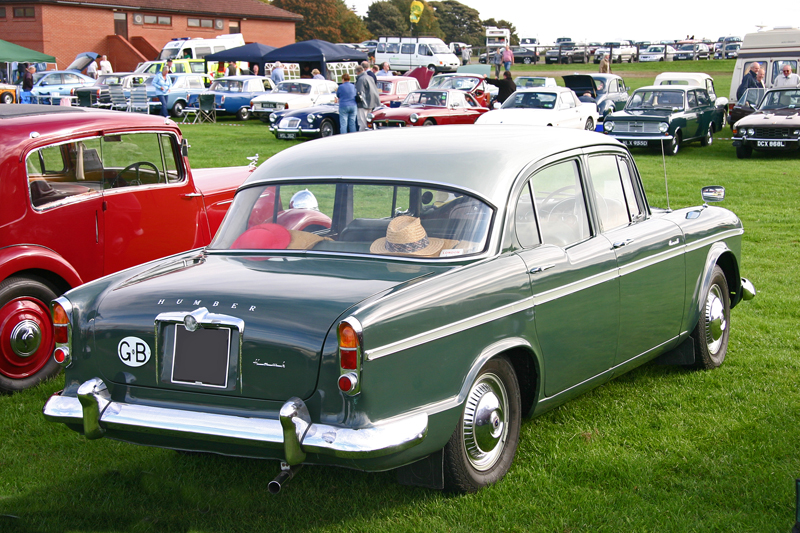
ホーク シリーズ III

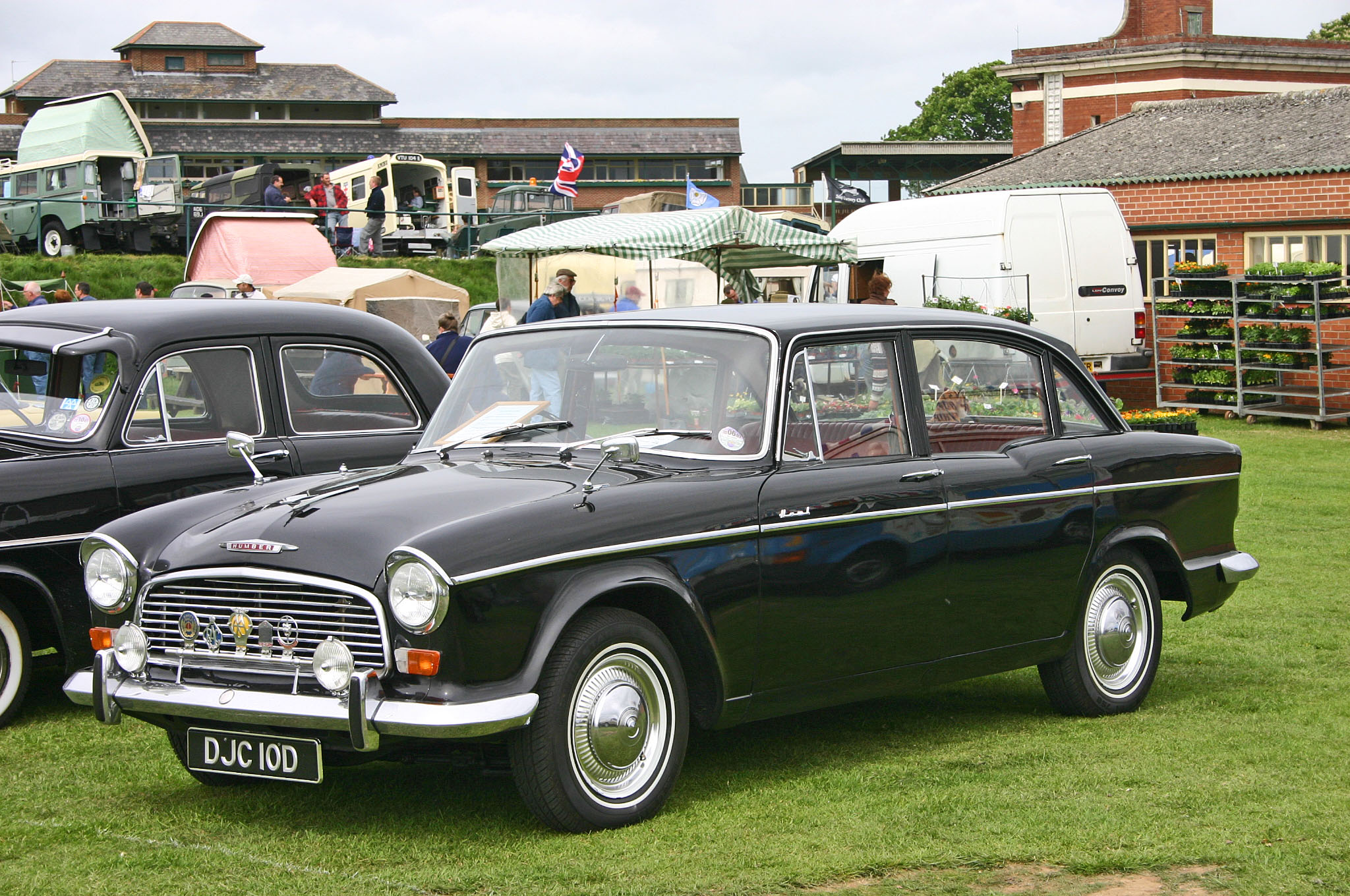
ホーク シリーズ IV

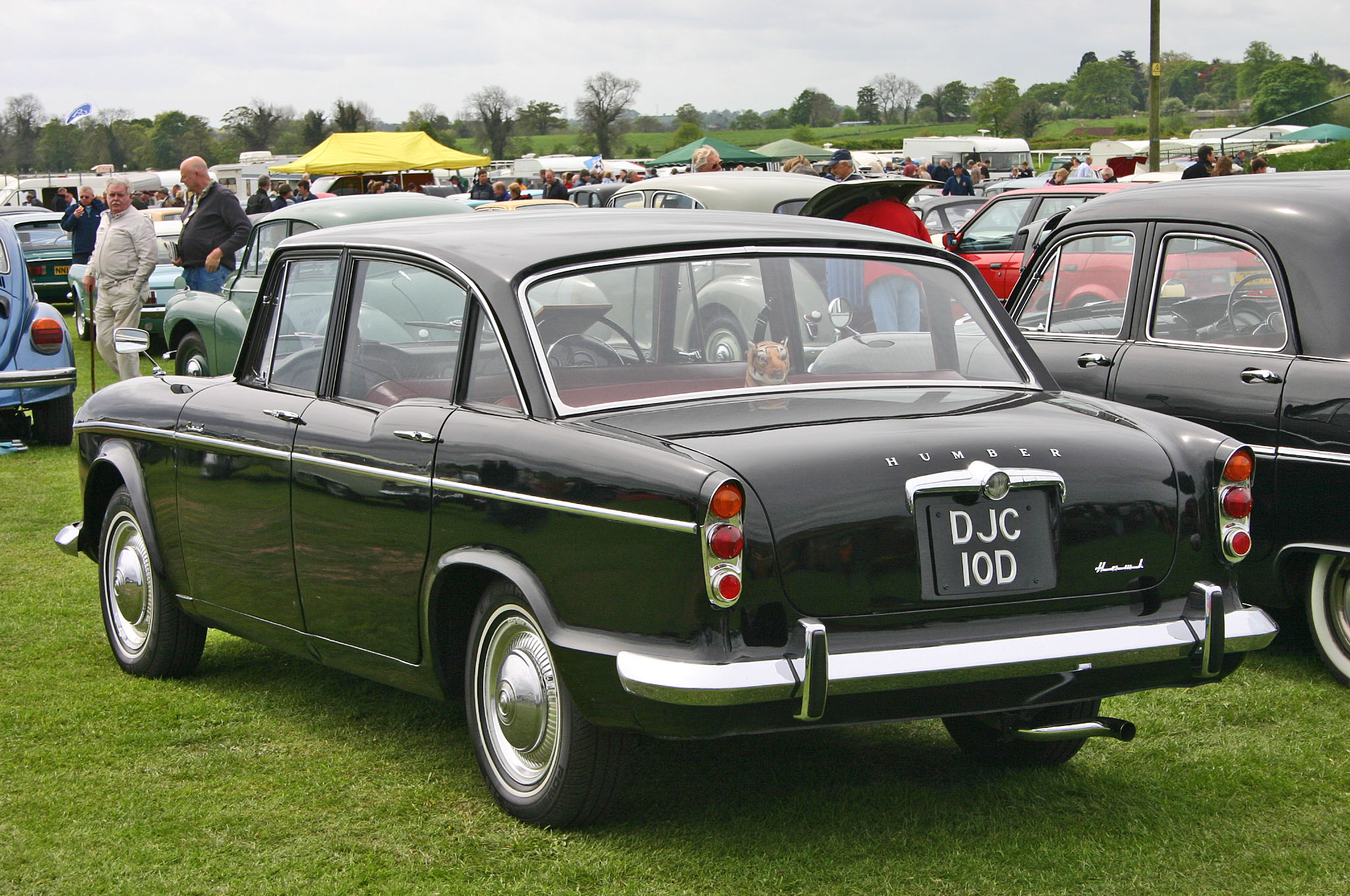
平面な後部窓を持つホーク シリーズ IV

1965年の最後のシリーズ IVAにはATのオプションが再設定され、今回のATはボルグワーナー・35型（Borg Warner Model 35 ）であった。
「シリーズ」車の中には（作りの良い）標準のコラムシフトレバーをフロアシフトに変更しているものもある。これらは後で所有者がオリジナルのメーカー・オプションと同じように改造したもので、これに必要な部品は同時期にルーツ・グループが生産していたコマー（Commer ）/キャリアー（Karrier ）のウォークスルーバンや小型トラックに使用されていた。オプションのATを装備していた車は全てコラムシフト車のみであった。
オーバードライブの付いていないシリーズIが1957年にイギリスの自動車雑誌『モーター』誌によりテストされ、最高速度83.9mph（約135.0km/h）、0–60mph（約97km/h）を19.7秒、22.5マイル/英ガロン (12.6L/100km; 18.7マイル/米ガロン)の燃料消費率を記録した。テストされた車は£421の税込みで£1,261であった。
1967年3月にルーツはスーパー・スナイプ、インペリアルとともにハンバー・ホークの生産を中止することを発表した。この発表では自社製品内の大型乗用車の地位はオーストラリアから輸入するクライスラー・ヴァリアント（Chrysler Valiant ）で埋めると発表されたが、その後イギリスの自動車市場にヴァリアントが溢れかえったという証拠はない。
ホークの生産終了後のルーツは、もはや大型ファミリーカーを供給する国産メーカーという立場を失い大量生産車を提供する分野へと集中することとなった。特にこのサイズの大収容量のステーションワゴン/エステート車を製品に持つイギリスのメーカーは数少なかったため、ハンバー・ホーク亡き後のイギリスの大型エステート車市場は1968年3月に登場したボルボ・145 とその後継車により急速に取って代わられた。